# Chiesa dei Santi Martino e Giusto a Quona
La chiesa dei Santi Martino e Giusto a Quona si trova nel comune di Pontassieve.

## Storia e descrizione
Originariamente dedicata a san Martino, assunse il titolo di san Giusto in seguito alla soppressione della chiesetta nei pressi del castello di Quona, i cui resti sono stati riportati alla luce da scavi. La chiesa dei Santi Martino e Giusto, documentata già agli inizi del secolo XIV, fu notevolmente ampliata verso la fine del secolo XVI e nuovamente restaurata agli inizi del XX secolo.
La torre campanaria sormontata da cuspide piramidale fu aggiunta nel 1855.
L'edificio, che presenta una semplice facciata a capanna con portale sormontato da timpano, conserva tracce dell'originario parato murario romanico realizzato a regolari bozze di alberese, ancora visibili nella parete settentrionale e in quella meridionale.